# Commonwealth Games 2022/Wasserspringen
Bei den Commonwealth Games 2022 in Birmingham, England, wurden vom 4. bis 8. August 2022 im Wasserspringen zwölf Wettbewerbe ausgetragen, davon je fünf für Männer und Frauen und zwei Mixed-Wettbewerbe. Austragungsort war das Sandwell Aquatics Centre. Erfolgreichste Mannschaft mit sechs Goldmedaillen war England.

## Wettbewerbe und Zeitplan
| P | Vorrunde | F | Final |

| Datum → Wettbewerb ↓           | Do. 4. | Do. 4. | Fr. 5. | Fr. 5. | Sa 6. | Sa 6. | So 7. | So 7. | Mo. 8. |
| Session →                      | N      | A      | M      | A      | M     | A     | M     | A     | M      |
| ------------------------------ | ------ | ------ | ------ | ------ | ----- | ----- | ----- | ----- | ------ |
| Kunstspringen 1 m (Männer)     | P      | F      |        |        |       |       |       |       |        |
| Kunstspringen 3 m (Männer)     |        |        |        |        | P     | F     |       |       |        |
| Kunstspringen 10 m (Männer)    |        |        |        |        |       |       | P     | F     |        |
| Synchronspringen 3 m (Männer)  |        |        | F      |        |       |       |       |       |        |
| Synchronspringen 10 m (Männer) |        |        |        | F      |       |       |       |       |        |
| Kunstspringen 1 m (Frauen)     |        |        | P      | F      |       |       |       |       |        |
| Kunstspringen 3 m (Frauen)     |        |        |        |        |       |       | P     | F     |        |
| Kunstspringen 10 m (Frauen)    | P      | F      |        |        |       |       |       |       |        |
| Synchronspringen 3 m (Frauen)  |        |        |        |        | F     |       |       |       |        |
| Synchronspringen 10 m (Frauen) |        |        |        |        |       | F     |       |       |        |
| Synchronspringen 3 m (Mixed)   |        |        |        |        |       |       |       |       | F      |
| Synchronspringen 10 m (Mixed)  |        |        |        |        |       |       |       |       | F      |

## Männer

### Kunstspringen 1 m
| Platz | Land | Sportler       |
| ----- | ---- | -------------- |
| 1     | ENG  | Jack Laugher   |
| 2     | AUS  | Li Shixin      |
| 3     | ENG  | Jordan Houlden |

Datum: 4. August 2022

### Kunstspringen 3 m
| Platz | Land | Sportler          |
| ----- | ---- | ----------------- |
| 1     | ENG  | Daniel Goodfellow |
| 2     | ENG  | Jordan Houlden    |
| 3     | ENG  | Jack Laugher      |

Datum: 6. August 2022

### Turmspringen 10 m
| Platz | Land | Sportler         |
| ----- | ---- | ---------------- |
| 1     | AUS  | Cassiel Rousseau |
| 2     | CAN  | Rylan Wiens      |
| 3     | ENG  | Matty Lee        |

Datum: 7. August 2022

### Synchronspringen 3 m
| Platz | Land | Sportler                           |
| ----- | ---- | ---------------------------------- |
| 1     | ENG  | Jack Laugher Anthony Harding       |
| 2     | MAS  | Muhammad Syafiq Puteh Gabriel Daim |
| 3     | AUS  | Li Shixin Sam Fricker              |

Datum: 5. August 2022

### Synchronspringen 10 m
| Platz | Land | Sportler                          |
| ----- | ---- | --------------------------------- |
| 1     | ENG  | Matty Lee Noah Williams           |
| 2     | CAN  | Rylan Wiens Nathan Zsombor-Murrey |
| 3     | AUS  | Domonic Bedggood Cassiel Rousseau |

Datum: 5. August 2022

## Frauen

### Kunstspringen 1 m
| Platz | Land | Sportlerin       |
| ----- | ---- | ---------------- |
| 1     | CAN  | Mia Vallée       |
| 2     | AUS  | Brittany O’Brien |
| 3     | ENG  | Amy Rollinson    |

Datum: 5. August 2022

### Kunstspringen 3 m
| Platz | Land | Sportlerin         |
| ----- | ---- | ------------------ |
| 1     | AUS  | Maddison Keeney    |
| 2     | MAS  | Nur Dhabitah Sabri |
| 3     | CAN  | Mia Vallée         |

Datum: 7. August 2022

### Turmspringen 10 m
| Platz | Land | Sportlerin                |
| ----- | ---- | ------------------------- |
| 1     | ENG  | Andrea Spendolini-Sirieix |
| 2     | ENG  | Lois Toulson              |
| 3     | CAN  | Caeli McKay               |

Datum: 4. August 2022

### Synchronspringen 3 m
| Platz | Land | Sportlerinnen                  |
| ----- | ---- | ------------------------------ |
| 1     | AUS  | Maddison Keeney Anabelle Smith |
| 2     | MAS  | Yan Yee Ng Nur Dhabitah Sabri  |
| 3     | CAN  | Margo Erlam Mia Vallée         |

Datum: 6. August 2022

### Synchronspringen 10 m
| Platz | Land | Sportlerinnen                        |
| ----- | ---- | ------------------------------------ |
| 1     | AUS  | Charli Patrov Melissa Wu             |
| 2     | ENG  | Eden Cheng Andrea Spendolini-Sirieix |
| 3     | ENG  | Robyn Birch Emily Martin             |

Datum: 6. August 2022

## Mixed

### Synchronspringen 3 m
| Platz | Land | Sportler                                 |
| ----- | ---- | ---------------------------------------- |
| 1     | SCO  | James Heatly Grace Reid                  |
| 2     | AUS  | Li Shixin Maddison Keeney                |
| 3     | MAS  | Muhammad Syafiq Puteh Nur Dhabitah Sabri |

Datum: 8. August 2022

### Synchronspringen 10 m
| Platz | Land | Sportler                                |
| ----- | ---- | --------------------------------------- |
| 1     | ENG  | Noah Williams Andrea Spendolini-Sirieix |
| 2     | ENG  | Kyle Kothari Lois Toulson               |
| 3     | AUS  | Cassiel Rousseau Emily Boyd             |

Datum: 8. August 2022

## Medaillenspiegel
| Platz  | Land       | Gold | Silber | Bronze | Gesamt |
| ------ | ---------- | ---- | ------ | ------ | ------ |
| 1      | England    | 6    | 4      | 5      | 15     |
| 2      | Australien | 4    | 3      | 3      | 10     |
| 3      | Kanada     | 1    | 2      | 3      | 6      |
| 4      | Schottland | 1    | —      | —      | 1      |
| 5      | Malaysia   | —    | 3      | 1      | 4      |
| Gesamt | Gesamt     | 12   | 12     | 12     | 36     |